# Август Бьок
Август Бьок, також Бек (нім. August Böckh; 24 листопада 1785 — 3 серпня 1867) — німецький філолог-класик, філософ і історик. Учень Ф.Шлейєрмахера і Ф.Вольфа.

## З біографії
Вчився в університетах Галле і Берліна, від 1807 — професор ун-ту у Гейдельберзі, 1811 — Берліні. Ініціатор історичного підходу до античності, закликав вивчати політичне, соціальне і господарське життя стародавніх греків та римлян (див. Стародавній Рим) на підставі творів античних авторів. Праця «Державне господарство афінян» («Der Staatshaltung der Athener», 1817) витримала чимало видань багатьма мовами і принесла автору почесне членство майже в усіх європейських академіях. Інша робота «Зібрання грецьких написів» («Corpus inscriptionum Graecorum», т. 1–3, 1828–59) поклала початок новій науковій дисципліні — епіграфіці. У 3-му т. «Зібрання» вміщено епіграфічні пам'ятки з території України, а також нарис про історію і державний устрій античних держав Північного Причорномор'я. Залишив також багато праць про античних авторів, зібрань промов і статей у 7-ми томах (1858–72) та велику епістолярну спадщину. Його академічні лекції, що склали окрему книгу «Енциклопедія філології», були у скороченому вигляді видруковані у «Киевских университетских известиях» за 1879.